# Parasitaxus usta
Parasitaxus usta (Кораїл) — вид хвойних рослин родини подокарпових.

## Поширення, екологія
Країни поширення: Нова Каледонія. Росте в хмарних лісах як на кислих так і ультраосновних субстратах на висотах від 400 до 1100 метрів.

## Морфологія
Кущ або невелике дерево, 1,0–1,8 м у висоту. Це єдиний відомий паразитарний голонасінний вид. Цікаво те, що цим рослинам не вистачає коріння і вони завжди чіпляються до коріння Falcatifolium taxoides (інший член подокарпових).

## Етимологія
лат. ustus — «опалений», мабуть, посилаючись на коричнювате листя.

## Загрози та охорона
Є прямі загрози від гірничого видобутку і пов'язаної з нею діяльності в Mt Paéoua. В інших частинах ареалу виду загрожує зростання пожеж і загальні втрати підхожого середовища проживання. Він вимагає незайманих лісів і не відомо, чи виживе у вторинних лісах. Цей вид відомий з кількох захищених областей, таких як Montagne des Sources, Rivière Bleue Provincial Park, Mont Panie. 